# Edgardo Acuña
Edgardo Acuña (* im 20. Jahrhundert) ist ein argentinischer Tango-Gitarrist und Komponist.

## Leben und Wirken
Acuña begann seine musikalische Laufbahn als Mitglied der Gruppe UB Tango. Er arbeitete dann mit Orlando Trípoli und war Mitglied des Cuarteto del 900 und der Orchester von José Colángelo und Osvaldo Berlingieri, mit denen er Konzertreisen durch Amerika und Europa unternahm und zahlreiche Aufnahmen einspielte. Als Begleiter trat er u. a. mit den Sängern Roberto Goyeneche, Rubén Juárez, Roberto Rufino, Raúl Lavié, Virginia Luque, María Graña und Alberto Podestá auf.
Er war musikalischer Leiter der Gruppe El Viejo Almacén und wurde 1998 mit der Leitung der Show Tango Venus in Japan beauftragt. Selbst gründete er die Formationen Neokuarteto und Undertango. Außerdem ist er Gründungsmitglied der Gruppe Fabián Bertero y los Músicos de Buenos Aires und Mitglied des Quintetts von Atilio Stampone, der Orchester von Pascual Mamone und Nicolás Ledesma und des Quartetts der Fundación Astor Piazzolla. Als Duo führte er mit Bertero u. a. eigene Kompositionen auf. Vom Fondo Nacional de las Artes wurde er für den Tango Azul ausgezeichnet, von der Sociedad Argentina de Autors y Compositores für die Milonga de Mataderos. Zur letzteren Preisverleihung spielte er die Uraufführung seiner Suite Urbana mit dem Cellisten Patricio Villarejo und dem Bandoneonisten Pocho Palmer.